# 요세프 아자르
요세프 아자르는 남인도 코친에 있는 안주반남의 유대인 왕자였다. 그는 요세프 랍반의 후손이었다. 아자르는 기원후 14세기에 살았다.
1340년, 요세프 아자르는 형과 왕위 계승을 둘러싼 갈등에 휘말리게 되었다. 그로 인한 갈등은 이웃 강대국들의 개입과 남인도에서 유대인 자치권의 근절로 이어졌다.